# Volmar Wikström
Volmar „Volmari“ Valdemar Wikström (* 27. Dezember 1889 in Pargas; † 10. Juni 1957 in Helsinki) war ein finnischer Ringer. Er rang meist im griechisch-römischen Stil, bei den Olympischen Sommerspielen in Paris 1924 rang er jedoch im Freistil und wurde hinter Russell Vis aus den Vereinigten Staaten Zweiter.

## Erfolge
(Lg = Leichtgewicht: bis 67,5kg/OS 1924: Lg: bis 66kg Mg = Mittelgewicht: bis 75kg)
- 1912, 5. Platz, OS in Stockholm, GR, Lg, hinter Eemeli Väre, Finnland, Gustaf Malmström und Edvin Matiasson, beide Schweden, sowie Ödön Radvány, Ungarn
- 1914, 1. Platz, inoff. EM in Wien, GR, Lg, vor Lajos Ohrenstein und Ernö Markus, beide Ungarn
- 1921, 2. Platz, WM in Helsinki, GR, Mg, hinter Taavi Tamminen und vor Edvard Vesterlund, beide Finnland
- 1924, 2. Platz, OS in Paris, FS, Lg, hinter Russell Vis, USA und vor Arvo Haavisto, Finnland

## Finnische Meisterschaften
Im griechisch-römischen Stil wurde Volmari Vikström 1914 Meister und 1915 und 1918 Vizemeister. Im Freistilringen wurde er 1923 Vizemeister, ein Jahr später wurde er jedoch vor Arvo und Yrjö Haavisto finnischer Meister.
Die Ergebnisse bei finnischen Meisterschaften im Überblick:
- 1914, 1. Platz, GR, bis 67,5 kg, vor Theodor Ahlberg und Adam Tanttu
- 1915, 2. Platz, GR, bis 67,5 kg, hinter Thure Ahlberg und vor V. Multanen
- 1918, 2. Platz, GR, bis 67,5 kg, hinter Oskar Friman und vor Juti Ikävalko
- 1923, 2. Platz, FS, bis 72 kg, hinter Väinö Penttala und vor Arvo Haavisto
- 1924, 1. Platz, FS, bis 72 kg, vor Arvo Haavisto und Yrjö Haavisto
- 1924, 3. Platz, GR, bis 67,5 kg, hinter Herman Nykänen und Kalle Vesterlund